# Anisodes maximaria
Anisodes maximaria là một loài bướm đêm trong họ Geometridae.